# Fredi Lauten
Fredi Lauten (* 16. Dezember 1926; † 5. Juli 2008) war ein  deutscher Fußballspieler. Der Defensivspieler absolvierte bei Rot-Weiß Oberhausen  in der damals erstklassigen Fußball-Oberliga West von 1948 bis 1963 insgesamt 224 Ligaspiele, in denen er ein Tor erzielte. Dazu kamen noch 154 Spiele in der 2. Liga West von 1951 bis 1957, sowie abschließend 22 Spiele von 1963 bis 1965 in der zweitklassigen Regionalliga West. Für Lauten sind 400 Ligaspiele  für Rot-Weiß Oberhausen notiert. 2004 wurde er in die Jahrhundert-Elf von Rot-Weiß Oberhausen aufgenommen.

## Laufbahn als Fußballer
Fußballerisch großgeworden beim Postsportverein Oberhausen, fand der Styrumer Junge – hier hatte er die Schule besucht und auch eine kaufmännische Lehre durchlaufen, ehe er mit 17 Jahren zur Wehrmacht eingezogen wurde – 1948 aus englischer Kriegsgefangenschaft kommend, kurz vor Rundenbeginn 1948/49 zu den Rot-Weißen vom Stadion Niederrhein, zu Rot-Weiß Oberhausen. Am ersten Oberligaspieltag, den 12. September 1948, beim 6:1-Heimerfolg gegen Katernberg, bildete er erstmals in einem Pflichtspiel zusammen mit Erich Juskowiak vor Torhüter Willy Jürissen das RWO-Verteidigerpaar. Am Rundenende belegte das Team von der Landwehr in einer 13er-Staffel den 5. Rang und Lauten hatte 20 Spiele bestritten. In den folgenden zwei Runden ging es in der Tabelle nach unten, 1950/51 stieg der Verein von der Landwehr als 13. der Oberliga sogar nach einer Relegationsrunde gegen Alemannia Aachen, Schwarz-Weiß Essen und SSV Wuppertal in die 2. Liga West ab. Die Abgänge vor Rundenbeginn von Erich Juskowiak und Werner Stahl wogen zu schwer.
Im ersten Jahr in der 2. Liga, 1951/52, wurde von den „Kleeblättern“ zwar ein guter 3. Rang erreicht, die sofortige Oberligarückkehr aber verpasst. Lauten hatte 30 Spiele unter Spielertrainer Jürissen absolviert und Willi Demski 17 Tore erzielt. Auch die nächsten vier Runden glückte die Rückkehr in die Oberliga nicht. Es kamen zwar mit dem Bruderpaar Friedrich „Friedel“ und „Kalli“ Feldkamp, Friedhelm Kobluhn, „Ata“ Siegfried Lüger und Karl-Otto „Camping“ Marquardt vermehrt talentierte Spieler nach, aber erst im sechsten Anlauf, 1956/57, sollte die Oberligarückkehr des Teams von Präsident Peter Maaßen glücken. Maaßen holte Willi Demski vom FK Pirmasens zurück, dazu Torhüter Ernst Samstag (VfR Mannheim) und Heinz Siemensmeyer von SuS Oberhausen. Ganz wesentlich war aber die Übernahme der Trainingsleitung durch den ehemaligen RWO-Aktiven Werner Stahl. Mit 17:13 Punkten beendete man die Hinrunde, am Rundenende stand RWO mit 41:19 Punkten auf dem 2. Rang und kehrte damit nach sechs Jahren wieder in die Oberliga West zurück. Der 30-jährige Lauten hatte als Mittelläufer, Verteidiger und Spielführer beispielhaft sein ambitioniertes Team angeführt. Mit seiner Schnelligkeit, dem hervorragenden Kopfball- und Stellungsspiel sowie seiner beispielhaften Fairness war er der verlängerte Arm des Trainers.
Die ersten drei Runden nach der Rückkehr in die Oberliga West stand der Kampf um den Klassenerhalt im Vordergrund; Lauten verpasste in diesen drei Jahren lediglich vier Rundenspiele. Unter Trainer Nándor Lengyel und Mitspielern wie Torhüter Helmut Traska, Kalli Feldkamp, Friedhelm Kobluhn, Siegfried Lüger, Karl-Otto Marquardt, Jürgen Sundermann und den Neuzugängen Hans Barwenzik und Hans Siemensmeyer erlebte Senior Lauten 1960/61 erstmals den Kampf um die Tabellenspitze. Erst die negative Punkteausbeute mit 1:5 Zählern aus den letzten drei Rückrundenspielen ergaben für RWO den 4. Rang. Ins Spieljahr der Fußballweltmeisterschaft 1962 in Chile, 1961/62, starteten die Rot-Weißen mit Sicht auf die Tabellenspitze nicht gut: Mit 17:13 Punkten rangierten die „Kleeblätter“ auf dem 8. Rang; Tabellenführer FC Schalke 04 war mit 24:6, der 1. FC Köln mit 22:8 und Herne und Münster mit jeweils 21:9 Punkten schon deutlich enteilt. Mit einer großartigen Rückrunde schoben sich Lauten und seine Mannschaftskollegen aber noch ganz nach vorne. Mit 23:7 Punkten in der Rückrunde erspielten sich Oberhausen noch den 3. Rang; Fredi Lauten hatte in 29 Ligaspielen das Team von der Landwehr angeführt. Beide Spiele gegen Schalke (2:0) und den 1. FC Köln (4:1) wurden gewonnen, es gab lediglich eine Niederlage, fünf Unentschieden und neun Siege. Zehn Tage nach dem 2:0-Auswärtserfolg bei Schalke 04 – die „Knappen“ waren mit Ernst Kuster, Werner Ipta, Willi Koslowski, Waldemar Gerhardt und Bernhard Klodt im Angriff angetreten – verloren die Mannen um Mittelläufer Lauten am 7. Februar beim 12. der Tabelle, dem TSV Marl-Hüls, mit 3:2 Toren. Hatten Lauten und Kollegen noch in Schalke deren prominent besetzten Angriff zu einer Nullnummer verurteilt, so trafen Horst Wandolek (2 Tore) und Karl-Heinz Sell gleich dreimal in das Gehäuse von Helmut Traska. Die zwei verwandelten Handelfmeter von Spezialist „Jule“ Barwenzik konnten daran nichts ändern. Gemeinsam mit dem Meidericher SV hatte Oberhausen um Abwehrchef Lauten mit jeweils 37 Gegentreffern die wenigsten Tore einstecken müssen. Mitentscheidend für das Nichterreichen des Einzugs in die Endrunde um die deutsche Fußballmeisterschaft war sicherlich, dass RWO ein Torjäger gefehlt hatte. Halbstürmer Hans Siemensmeyer führte die mannschaftsinterne Torschützenliste mit neun Treffern an. Dagegen zeichneten sich an der Spitze der Torschützenliste der Westliga Manfred Rummel und Karl-Heinz Thielen mit jeweils 25 Toren und die nächsten Konkurrenten Wilhelm Bergstein und Jürgen Schütz mit jeweils 20 Toren aus.
Vor der letzten Runde der alten erstklassigen Oberliga, 1962/63, wanderte der kombinationssichere Mittelfeldspieler Jürgen Sundermann zu der Viktoria nach Köln ab und damit war der erneute Spitzenplatz zur Nominierung für die Bundesliga ab der Saison 1963/64, noch schwerer zu erreichen. Zwar starteten Lauten und seine Mannschaftskameraden mit 6:0 Punkten in die Runde, aber nach der ersten Niederlage am 9. September 1962 in Marl-Hüls, war es um die Nerven von RWO nicht mehr zum Besten bestellt. Am Rundenende stand man mit 29:31 Punkten auf dem enttäuschenden 10. Rang und konnte damit nicht für die Bundesliga nominiert werden. Der 36-jährige Lauten hatte nochmals in 22 Ligaspielen mitgewirkt.
Er ging mit seinem Verein noch mit in die zweitklassige Regionalliga West und kam dort noch auf weitere 22 Ligaeinsätze, ehe Lauten im Sommer 1965 seine 17-jährige aktive Spielerzeit beendete. Nach der aktiven Laufbahn war er noch als Fußballobmann und Betreuer im Niederrheinstadion tätig und übte das Traineramt beim BV Osterfeld und VfB Speldorf aus.